# Центр творчества Максуда Ибрагимбекова
Центр творчества Максуда Ибрагимбекова (азерб. Maqsud İbrahimbəyov yaradıcılıq mərkəzi) — музей, посвященный творческой деятельности писателя, драматурга, сценариста, депутата парламента Азербайджанской республики Максуда Ибрагимбекова. Центр возглавляет Анна Ибрагимбекова.

## Здание
Здание было построено в 1914 году для Алекпера Мешадибекова, нефтепромышленника, деда писателя по материнской линии, который был расстрелян после революции в 1924 году. Архитектором здания был Зивер бек Ахмедбеков. В этом доме родилась мать писателя Фатьма ханум Мешадибекова-Ибрагимбекова. После революции здание реставрировали в жилой дом с коммунальными квартирами, который так функционировал до 1970-х годов. В годы Второй мировой войны подвал здания был бомбоубежищем.
Здание двухэтажное, имеет террасу и подвальное помещение. 
С 1978 года в этом здании находился Комитет мира. В 1983-2016-е годы комитет возглавлял сам Максуд Ибрагимбеков.
Здание, как важный культурный объект в 2001 году был включен в список исторических памятников заповедника «Ичеришехер». 

## Открытие
При поддержке Фонда Гейдара Алиева в 2016-2017 годах в здании были проведены реставрационные работы. Распоряжением Президента Азербайджана Ильхама Алиева от 1 февраля 2018 года в этом здании был открыт Центр творчества Максуда Ибрагимбекова. Инициатива принадлежала супруге писателя Анне Ибрагимбековой. Церемония открытия состоялась в марте 2018 года. 
На первом этаже расположена библиотека и конференц-зал, на втором находится музей: кабинет писателя, литературная комната с его книгами, изданными на разных языках. В одной из комнат музея представлена коллекция оружия писателя, которая была передана Анной Ибрагимбековой центру. Среди экспонатов также имеются ордена, медали, депутатские мандаты, почетные грамоты, афиши спектаклей, постановленных и фильмов, снятых по сценарию писателя, а также документ о выдвижении кандидатуры писателя на Нобелевскую премию в 2012 году. В семейной комнате представлены фотографии двух семей: Мешадибековых и Ибрагимбековых. 

## Деятельность
Центр занимается поддержкой молодых писателей и поэтов, распространением информации об азербайджанской литературе и культуре. Здесь также создано творческое пространство для молодежи.

## Внешние ссылки
- Максуд и Анна Ибрагимбековы: любовь в теории и на практике